# ماریا فون ولزر
ماریا فون ولزر (آلمانی: Maria von Welser؛ زادهٔ ۲۶ ژوئن ۱۹۴۶) روزنامه‌نگار، و استاد دانشگاه اهل آلمان است.